# ジョー・ローゾン
ジョー・ローゾン（Joe Lauzon、1984年5月22日 - ）は、アメリカ合衆国の男性総合格闘家。マサチューセッツ州ブロックトン出身。ローゾンMMA所属。ジョー・ローザンとも表記される。

## 来歴
マサチューセッツ州の小さな牧場で育った。趣味としてグラップリングをやっていたらいつの間にかプロ格闘家になっていたという。大学に通いながらプロ総合格闘技の試合を行い、大学卒業後もIT職をフルタイムで働きながら試合をこなしていた。奨学金をもらって大学に通っていた背景もあり、UFCと最初の契約を交わして元UFC世界ライト級王者ジェンス・パルヴァーに勝利した際も仕事を続けていた。TUF 5卒業後の2007年になって、ようやく総合格闘技に専念できるようになった。
2004年2月21日、プロデビュー。デビュー後、8連勝を果たした。
2005年4月30日、AFCでホルヘ・マスヴィダルと対戦し、TKO負け。初黒星となった。

### UFC
2006年9月23日、UFC初参戦となったUFC 63で元UFC世界ライト級王者ジェンス・パルヴァーと対戦し、左フックでKO勝ち。ノックアウト・オブ・ザ・ナイトを受賞した。
2007年6月23日、The Ultimate Fighter 5 Finaleでブランドン・メレンデスと対戦し、三角絞めで一本勝ち。サブミッション・オブ・ザ・ナイトを受賞した。
2008年4月2日、UFC Fight Night: Florian vs. Lauzonでケニー・フロリアンと対戦し、パウンドでTKO負け。UFC初黒星となったものの、ファイト・オブ・ザ・ナイトを受賞した。
2009年2月7日、UFC Fight Night: Lauzon vs. Stephensでジェレミー・スティーブンスと対戦し、腕ひしぎ十字固めで一本勝ち。サブミッション・オブ・ザ・ナイトを受賞した。
この試合後、かねてから悪くしていた膝靱帯の手術のため1年以上の休養期間をもうけることを発表した。
2010年1月2日、復帰戦となったUFC 108でサム・スタウトと対戦し、0-3の判定負け。勝敗にかかわらずキャリア初の判定決着となった。ファイト・オブ・ザ・ナイトを受賞した。
2010年8月28日、UFC 118でゲイブ・ルーディジャーと対戦し、腕ひしぎ十字固めで一本勝ちを収めた。
2010年11月20日、UFC 123でジョージ・ソテロポロスと対戦し、チキンウィングアームロックで一本負けを喫した。
2011年10月8日、UFC 136でメルヴィン・ギラードと対戦し、リアネイキドチョークで一本勝ち。サブミッション・オブ・ザ・ナイトを受賞した。
2012年8月4日、UFC on FOX 4でジェイミー・ヴァーナーと対戦。序盤にダウンを奪われるなど劣勢に立たされるも3Rに三角絞めを極めて一本勝ち。ファイト・オブ・ザ・ナイトとサブミッション・オブ・ザ・ナイトを同時に受賞し、11度目のボーナス獲得となった。
2012年12月29日、UFC 155でジム・ミラーと対戦し、判定負け。ファイト・オブ・ザ・ナイトを受賞した。当初はグレイ・メイナードと対戦する予定であったが、メイナードの負傷欠場により対戦相手がミラーに変更となった。
2014年9月5日、UFC Fight Night: Jacare vs. Mousasiでマイケル・キエーザと対戦し、ドクターストップでTKO勝ち。ファイト・オブ・ザ・ナイトを受賞した。
2016年7月9日、UFC 200でディエゴ・サンチェスと対戦し、パンチラッシュでTKO勝ち。パフォーマンス・オブ・ザ・ナイトを受賞した。これにより、ネイト・ディアスの保持するポストファイトボーナス最多受賞記録「14」に並んだ。
2016年8月27日、UFC on FOX 21でジム・ミラーと再戦し、1-2の判定負け。ファイト・オブ・ザ・ナイトを受賞した。

## 戦績

### プロ総合格闘技
| 総合格闘技 戦績 | 総合格闘技 戦績 | 総合格闘技 戦績 | 総合格闘技 戦績 | 総合格闘技 戦績 | 総合格闘技 戦績 | 総合格闘技 戦績 |
| --------------- | --------------- | --------------- | --------------- | --------------- | --------------- | --------------- |
| 40 試合         | (T)KO           | 一本            | 判定            | その他          | 引き分け        | 無効試合        |
| 27 勝           | 7               | 18              | 2               | 0               | 0               | 0               |
| 13 敗           | 4               | 3               | 6               | 0               | 0               | 0               |

| 勝敗 | 対戦相手                   | 試合結果                            | 大会名                                                                       | 開催年月日     |
| ○    | ジョナサン・ピアース       | 1R 1:33 TKO（パウンド）             | UFC on ESPN 6: Reyes vs. Weidman                                             | 2019年10月18日 |
| ×    | クリス・グリッツマーカー   | 2R 終了 TKO（コーナーストップ）     | UFC 223: Khabib vs. Iaquinta                                                 | 2018年4月7日   |
| ×    | クレイ・グイダ             | 1R 1:07 TKO（パウンド）             | UFC Fight Night: Poirier vs. Pettis                                          | 2017年11月11日 |
| ×    | スティーヴィー・レイ       | 5分3R終了 判定0-2                   | UFC Fight Night: Swanson vs. Lobov                                           | 2017年4月22日  |
| ○    | マルチン・ヘルド           | 5分3R終了 判定2-1                   | UFC Fight Night: Rodriguez vs. Penn                                          | 2017年1月15日  |
| ×    | ジム・ミラー               | 5分3R終了 判定1-2                   | UFC on FOX 21: Maia vs. Condit                                               | 2016年8月27日  |
| ○    | ディエゴ・サンチェス       | 1R 1:26 TKO（スタンドパンチ連打）   | UFC 200: Tate vs. Nunes                                                      | 2016年7月9日   |
| ×    | エヴァン・ダナム           | 5分3R終了 判定0-3                   | The Ultimate Fighter 22 Finale                                               | 2015年12月11日 |
| ○    | 五味隆典                   | 1R 2:37 TKO（パウンド）             | UFC on FOX 16: Dillashaw vs. Barao 2                                         | 2015年7月25日  |
| ×    | アル・アイアキンタ         | 2R 3:34 TKO（スタンドパンチ連打）   | UFC 183: Silva vs. Diaz                                                      | 2015年1月31日  |
| ○    | マイケル・キエーザ         | 2R 2:14 TKO（ドクターストップ）     | UFC Fight Night: Jacare vs. Mousasi                                          | 2014年9月5日   |
| ○    | マック・ダンジグ           | 5分3R終了 判定3-0                   | UFC on FOX 9: Johnson vs. Benavidez 2                                        | 2013年12月15日 |
| ×    | マイケル・ジョンソン       | 5分3R終了 判定0-3                   | UFC Fight Night: Shogun vs. Sonnen                                           | 2013年8月17日  |
| ×    | ジム・ミラー               | 5分3R終了 判定0-3                   | UFC 155: dos Santos vs. Velasquez 2                                          | 2012年12月29日 |
| ○    | ジェイミー・ヴァーナー     | 3R 2:44 三角絞め                    | UFC on FOX 4: Shogun vs. Vera                                                | 2012年8月4日   |
| ×    | アンソニー・ペティス       | 1R 1:21 KO（左ハイキック→パウンド） | UFC 144: Edgar vs. Henderson                                                 | 2012年2月26日  |
| ○    | メルヴィン・ギラード       | 1R 0:47 リアネイキドチョーク        | UFC 136: Edgar vs. Maynard 3                                                 | 2011年10月8日  |
| ○    | カート・ウォーバートン     | 1R 1:58 キムラロック                | UFC Live: Kongo vs. Barry                                                    | 2011年6月26日  |
| ×    | ジョージ・ソテロポロス     | 2R 2:43 チキンウィングアームロック  | UFC 123: Rampage vs. Machida                                                 | 2010年11月20日 |
| ○    | ゲイブ・ルーディジャー     | 1R 2:01 腕ひしぎ十字固め            | UFC 118: Edgar vs. Penn 2                                                    | 2010年8月28日  |
| ×    | サム・スタウト             | 5分3R終了 判定0-3                   | UFC 108: Evans vs. Silva                                                     | 2010年1月2日   |
| ○    | ジェレミー・スティーブンス | 2R 4:42 腕ひしぎ十字固め            | UFC Fight Night: Lauzon vs. Stephens                                         | 2009年2月7日   |
| ○    | カイル・ブラッドリー       | 2R 1:34 TKO（パウンド）             | UFC Fight Night: Diaz vs. Neer                                               | 2008年9月17日  |
| ×    | ケニー・フロリアン         | 2R 3:28 TKO（パウンド）             | UFC Fight Night: Florian vs. Lauzon                                          | 2008年4月2日   |
| ○    | ジェイソン・ラインハート   | 1R 1:14 チョークスリーパー          | UFC 78: Validation                                                           | 2007年11月17日 |
| ○    | ブランドン・メレンデス     | 2R 2:09 三角絞め                    | The Ultimate Fighter 5 Finale                                                | 2007年6月23日  |
| ○    | ジェンス・パルヴァー       | 1R 0:48 KO（左フック）              | UFC 63: Hughes vs. Penn                                                      | 2006年9月23日  |
| ○    | ダグラス・ブラウン         | 1R 1:47 腕ひしぎ十字固め            | WFL 6 Real: No Fooling Around 【決勝】                                       | 2006年4月1日   |
| ○    | ゼイン・ベイカー           | 1R 3:39 KO（スラム）                | WFL 6 Real: No Fooling Around 【準決勝】                                     | 2006年4月1日   |
| ○    | アダム・コムフォート       | 1R 1:44 アキレス腱固め              | WFL 6 Real: No Fooling Around 【1回戦】                                      | 2006年4月1日   |
| ×    | ハファエル・アスンソン     | 2R 4:37 腕ひしぎ十字固め            | Absolute Fighting Championships 15                                           | 2006年2月18日  |
| ○    | アントワーヌ・スキナー     | 1R 1:00 三角絞め                    | Combat Zone 12: Night of Champions                                           | 2005年11月5日  |
| ×    | アイヴァン・メンジバー     | 1R 3:39 カーフスライサー            | APEX: Undisputed                                                             | 2005年9月3日   |
| ○    | ティム・ハニーカット       | 1R 0:11 TKO（パンチ連打）           | Absolute Fighting Championships 13                                           | 2005年7月30日  |
| ×    | ホルヘ・マスヴィダル       | 2R 3:57 TKO（パンチ連打）           | Absolute Fighting Championships 12                                           | 2005年4月30日  |
| ○    | ジョー・オーレット         | 3R 3:47 チョークスリーパー          | Mass Destruction 19                                                          | 2005年2月26日  |
| ○    | ライアン・チョットリ       | 3R 0:34 フロントチョーク            | Combat Zone 9: Hot Like Fire 【USKBA全米スーパーウェルター級タイトルマッチ】 | 2004年12月4日  |
| ○    | マイク・トーマス・ブラウン | 3R 2:14 チョークスリーパー          | Combat Zone 8: Street Justice 【USKBA全米スーパーウェルター級王座決定戦】    | 2004年10月2日  |
| ○    | ジャスティン・ブラシッチ   | 1R 1:02 チョークスリーパー          | Mass Destruction 17                                                          | 2004年8月28日  |
| ○    | レナート・ミザベコフ       | 1R 0:40 アンクルホールド            | Combat Zone 7: Gravel Pit                                                    | 2004年7月10日  |
| ○    | カイル・スプルース         | 1R 0:26 ヒールホールド              | Combat Zone 6: Rampage                                                       | 2004年6月26日  |
| ○    | ジェリー・モスケア         | 1R 2:37 ギブアップ（パンチ連打）    | MMA: Eruption                                                                | 2004年4月30日  |
| ○    | デビッド・ギルレイン       | 1R 3:42 腕ひしぎ十字固め            | Mass Destruction 15                                                          | 2004年2月21日  |

### 総合格闘技エキシビション
| 勝敗 | 対戦相手               | 試合結果                     | 大会名                 | 開催年月日    |
| ×    | マニー・ガンブリャン   | 5分3R終了 判定0-3            | The Ultimate Fighter 5 | 2007年2月28日 |
| ○    | コール・ミラー         | 2R 3:59 TKO（パウンド）      | The Ultimate Fighter 5 | 2007年2月21日 |
| ○    | ブレイン・ジェレイティ | 1R 1:13 リアネイキドチョーク | The Ultimate Fighter 5 | 2007年2月12日 |

### アマチュア総合格闘技
| 勝敗 | 対戦相手                 | 試合結果              | 大会名                            | 開催年月日     |
| ×    | ジェシアス・カバウカンチ | 2R チョークスリーパー | Mass Destruction 14               | 2003年12月13日 |
| ×    | ジェシアス・カバウカンチ | 5分3R終了 判定0-3     | Hardcore Fighting Championships 2 | 2003年10月18日 |

### グラップリング
| 勝敗 | 対戦相手         | 試合結果            | 大会名      | 開催年月日   |
| ×    | ディロン・ダニス | 5:42 ダースチョーク | Metamoris 6 | 2015年5月9日 |

## 獲得タイトル
- USKBA全米スーパーウェルター級王座（2004年）
- WFL 6 優勝（2006年）

## 表彰
- ブラジリアン柔術 茶帯
- UFC ファイト・オブ・ザ・ナイト（7回）
- UFC ノックアウト・オブ・ザ・ナイト（1回）
- UFC サブミッション・オブ・ザ・ナイト（6回）
- UFC パフォーマンス・オブ・ザ・ナイト（1回）
- UFC ファイト・オブ・ザ・イヤー（2012年）